# سودورنس
شبه‌جزیره جنوبی ایسلند (به لاتین: Southern Peninsula) یکی از منطقه‌های کشور ایسلند است که در جنوب غربی آن واقع شده‌است.

## خصوصیات
شبه‌جزیره جنوبی ایسلند ۸۲۹ کیلومترمربع مساحت و ۲۰٬۳۰۰ نفر جمعیت دارد.